# Vlag van Hiaure

Vlag van Hiaure

De vlag van Hiaure is de dorpsvlag van het Nederlandse dorp Hiaure, in de Friese gemeente Noardeast-Fryslân. De vlag werd in 1988 geregistreerd.
De dorpsvlaggen van 28 dorpen in Dongeradeel werden op 28 januari 1988 goedgekeurd door de gemeenteraad van de vroegere gemeente Dongeradeel.

## Beschrijving
De beschrijving van de vlag is als volgt:
Broekschuin gedeeld, van de broekzijde af geel-groen, in het geel een groene haverpluim van het wapen.
De kleuren zijn afkomstig van het dorpswapen.

## Symboliek
- Haverpluim: verwijst naar de plaatsnaam, daar "hjouwer" het Friese woord is voor haver en de Friese plaatsnaam "De Lytse Jouwer" is.[4]

## Zie ook

Wapen van Hiaure